# Я
Das Я (Kleinbuchstabe я) ist ein Buchstabe des kyrillischen Alphabets. Die Aussprache ist /ja/ oder /a/ nach palatalisierten Konsonanten. Der Buchstabe Я wird den Vokalen zugerechnet.
Er entstand aus zwei frühkyrillischen Buchstaben: dem jotierten A (Ꙗ und Minuskel ꙗ, einer Ligatur aus І und А) und dem kleinen Jus (Ѧ). Im Ostslawischen ging der phonetische Unterschied zwischen den beiden Buchstaben verloren, weshalb im Ostslawischen in der kyrillischen Kursivschrift zum Darstellen des Lautes oft ein rundes Ѧ ohne mittleres Bein benutzt wurde.
Als Peter I. die bürgerliche Schrift reformierte, passte er das veränderte Jus dem romanischen Schriftstil an, wodurch das heutige Aussehen des Я entstand.
Obwohl der kyrillische Buchstabe Я wie ein spiegelverkehrtes lateinisches R aussieht, ist er mit diesem weder phonetisch noch historisch verwandt.
Der Spielzeug-Händler Toys "R" Us, die Metal-Band Korn und der Internetstar Fred benutzen in Logos ein gespiegeltes R, das zwar wie der kyrillische Buchstabe aussieht, aber als /ɹ/ ausgesprochen wird (Pseudokyrillisch, engl. faux cyrillic).

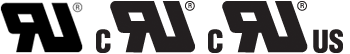
Das Zeichen „UL Recognized Component“

Das  Zeichen „UL Recognized Component“ der Underwriters Laboratories weist anerkannte Komponententeile aus, die Bestandteil eines größeren Produkts oder Systems sind. Das dazu genutzte Symbol ist ein umgedrehtes R, das im Fließtext aber oft mit einem Я dargestellt wird.

## Zeichenkodierung
| Standard  | Standard    | Majuskel Я                 | Minuskel я               |
| --------- | ----------- | -------------------------- | ------------------------ |
| Unicode   | Codepoint   | U+042F                     | U+044F                   |
| Unicode   | Name        | CYRILLIC CAPITAL LETTER YA | CYRILLIC SMALL LETTER YA |
| UTF-8     | UTF-8       | D0 AF                      | D1 8F                    |
| XML/XHTML | dezimal     | &#1071;                    | &#1103;                  |
| XML/XHTML | hexadezimal | &#x042F;                   | &#x044F;                 |